# Neukaledonische Fußballnationalmannschaft (U-20-Männer)
Die neukaledonische U-20-Fußballnationalmannschaft ist eine Auswahlmannschaft neukaledonische Fußballspieler, welche der Fédération Calédonienne de Football unterliegt.

## Geschichte
Die U-20-Nationalmannschaft Neukaledoniens nahm bereits elf Mal an der U-20-Ozeanienmeisterschaft teil. Ihr bisher größter Erfolg war der zweite Platz im Jahr 2008.

## Turnierbilanzen bei U-20-Ozeanienmeisterschaften
| U-20-Fußball-Ozeanienmeisterschaft | U-20-Fußball-Ozeanienmeisterschaft | U-20-Fußball-Ozeanienmeisterschaft | U-20-Fußball-Ozeanienmeisterschaft | U-20-Fußball-Ozeanienmeisterschaft | U-20-Fußball-Ozeanienmeisterschaft | U-20-Fußball-Ozeanienmeisterschaft | U-20-Fußball-Ozeanienmeisterschaft | U-20-Fußball-Ozeanienmeisterschaft | U-20-Fußball-Ozeanienmeisterschaft |
| Jahr                               | Teilnahme bis                      | Gespielt                           | Gewonnen                           | Unentschieden                      | Verloren                           | Tore                               | Gegentore                          | Tordifferenz                       | Punkte                             |
| ---------------------------------- | ---------------------------------- | ---------------------------------- | ---------------------------------- | ---------------------------------- | ---------------------------------- | ---------------------------------- | ---------------------------------- | ---------------------------------- | ---------------------------------- |
| 1974                               | Vorrunde                           | 3                                  | 0                                  | 1                                  | 2                                  | 3                                  | 11                                 | −8                                 | 1                                  |
| 1978                               |                                    |                                    |                                    |                                    |                                    |                                    |                                    |                                    |                                    |
| 1980                               | Vorrunde                           | 2                                  | 1                                  | 0                                  | 1                                  | 3                                  | 7                                  | −4                                 | 3                                  |
| 1982                               |                                    |                                    |                                    |                                    |                                    |                                    |                                    |                                    |                                    |
| 1985                               |                                    |                                    |                                    |                                    |                                    |                                    |                                    |                                    |                                    |
| 1987                               |                                    |                                    |                                    |                                    |                                    |                                    |                                    |                                    |                                    |
| 1988                               |                                    |                                    |                                    |                                    |                                    |                                    |                                    |                                    |                                    |
| 1990                               |                                    |                                    |                                    |                                    |                                    |                                    |                                    |                                    |                                    |
| 1992                               |                                    |                                    |                                    |                                    |                                    |                                    |                                    |                                    |                                    |
| 1994                               |                                    |                                    |                                    |                                    |                                    |                                    |                                    |                                    |                                    |
| 1997                               |                                    |                                    |                                    |                                    |                                    |                                    |                                    |                                    |                                    |
| 1998                               |                                    |                                    |                                    |                                    |                                    |                                    |                                    |                                    |                                    |
| & 2001                             | Vorrunde                           | 4                                  | 0                                  | 0                                  | 4                                  | 4                                  | 13                                 | −9                                 | 0                                  |
| & 2002                             | Vorrunde                           | 4                                  | 2                                  | 0                                  | 2                                  | 12                                 | 10                                 | +2                                 | 6                                  |
| 2005                               | Vorrunde                           | 3                                  | 1                                  | 0                                  | 2                                  | 10                                 | 16                                 | −6                                 | 3                                  |
| 2007                               | Vorrunde                           | 6                                  | 3                                  | 0                                  | 3                                  | 11                                 | 6                                  | +5                                 | 9                                  |
| 2008                               | Vorrunde                           | 3                                  | 1                                  | 2                                  | 0                                  | 5                                  | 2                                  | +3                                 | 5                                  |
| 2011                               | Vorrunde                           | 2                                  | 0                                  | 0                                  | 2                                  | 1                                  | 13                                 | −12                                | 0                                  |
| 2013                               | 4. Platz                           | 4                                  | 1                                  | 0                                  | 3                                  | 15                                 | 13                                 | +2                                 | 3                                  |
| 2014                               | 3. Platz                           | 5                                  | 3                                  | 0                                  | 2                                  | 17                                 | 5                                  | +12                                | 9                                  |
| & 2016                             | Halbfinale                         |                                    |                                    |                                    |                                    |                                    |                                    |                                    |                                    |
| Insgesamt                          | 10                                 | 36                                 | 12                                 | 3                                  | 21                                 | 81                                 | 96                                 | -15                                | 39                                 |

## Ehemalige Trainer
- Matthieu Delcroix (2012–2015)
- Kamalie Fitialeata (2015–)